# Kliment Efremovič Vorošilov
Kliment Efremovič Vorošilov (in russo Климент Ефремович Ворошилов?, in ucraino Климент Охрімович Ворошилов?, Klyment Ochrimovyč Vorošylov; Verchnee, 4 febbraio 1881 – Mosca, 2 dicembre 1969) è stato un generale e politico sovietico, tra i primi a essere insigniti del titolo di Maresciallo dell'Unione Sovietica.

## Biografia
Dal 1925 al 1940 fu ministro della difesa dell'URSS. Dal 1953 al 1960 presidente del Presidium del Soviet Supremo dell'Unione Sovietica. Insignito di due decorazioni dell'ordine degli Eroi dell'Unione Sovietica e dell'ordine degli Eroi del Lavoro Socialista. È stato il membro del Politburo del PCUS più duraturo, ricoprendo la carica per 34 anni consecutivi (dal 1926 al 1960). Dopo la morte di Frunze, Vorošilov fu nominato ministro di guerra dell'URSS. Era stato un sostenitore di Iosif Stalin durante lo scontro con Lev Trockij. È autore del libro Stalin e l'Armata Rossa, pubblicato negli anni venti, in cui viene elogiato il ruolo di Stalin durante la guerra civile russa.
Nel 1940, a seguito della guerra finno-sovietica, Vorošilov venne destituito dal ruolo di ministro della guerra e sostituito da Timošenko. Ricoprì successivamente il ruolo di vice primo ministro dell'URSS e di Presidente del Comitato di Difesa dell'URSS. In suo onore il nome Vorošilov venne assegnato ad un incrociatore della Classe Kirov e con il suo nome venne ribattezzata Vorošilovgrad la città ucraina di Luhans'k. Anche i carri armati pesanti KV prendono il nome dalle iniziali dell'allora ministro della difesa.

### Carriera politica
Vorošilov fu membro della Segreteria del Comitato centrale del PCUS dal 1921 al 1961. Nel 1925, alla morte di Michail Frunze, divenne commissario del popolo per la difesa militare e presidente del Consiglio militare rivoluzionario dell'Unione Sovietica, incarico che conservò fino al 1934. Il suo principale successo in questo periodo fu il trasferimento di importanti industrie belliche sovietiche a est degli Urali, in modo da mantenere una posizione strategica e la capacità di produzione intatta in caso di attacco nemico.
La posizione politica di Frunze si atteneva alla linea ufficiale della Trojka dell'epoca (Grigorij Zinov'ev, Lev Kamenev, Stalin), ma Stalin preferì assicurarsi una più stretta alleanza personale (per tutelarsi da Frunze, considerato uno "Zinovievista"). Frunze venne "caldamente" consigliato di operarsi da un gruppo di medici di Stalin, per curarsi un'ulcera allo stomaco dalla quale era afflitto da tempo, nonostante il parere contrario del suo medico curante. Frunze morì sul tavolo operatorio a causa di una dose eccessiva di cloroformio, un anestetico. Nel 1926 Vorošilov divenne membro a tutti gli effetti del neocostituito Politburo, rimanendovi fino al 1960.
Nel 1934 Vorošilov fu promosso commissario del popolo per la difesa e, nel 1935 divenne maresciallo dell'Unione Sovietica. Svolse un ruolo da protagonista durante il periodo delle "Grandi purghe" degli anni trenta volute da Stalin, denunciando per tradimento molti dei suoi colleghi militari e subordinati. Scrisse parecchie lettere a ex ufficiali e diplomatici sovietici in esilio, pregando loro di tornare volontariamente in Unione Sovietica rassicurandoli falsamente del fatto che non sarebbero stati arrestati. Vorošilov firmò personalmente 185 liste di condannati a morte.

### Seconda guerra mondiale
Durante la seconda guerra mondiale fu membro (1941-1944) del Comitato di difesa dello Stato insieme a Stalin, Molotov, Malenkov, e Berija. Comandò le truppe sovietiche dal novembre 1939 al gennaio 1940 durante la guerra russo-finlandese, fino a quando non venne sollevato dall'incarico per la scarsa capacità strategica e militare dimostrata, che aveva causato ingenti perdite di uomini all'Armata Rossa. Quando la leadership del Partito si riunì nella dacia di Stalin a Kuncevo, quello urlò infuriato contro Vorošilov rimproverandolo per le sconfitte subite; al che questi rispose che il fallimento era stato causato dell'eliminazione dei migliori comandanti sovietici durante le purghe volute proprio da Stalin e accompagnando la sua affermazione rompendo sul tavolo un piatto di carne arrosto. Nikita Chruščёv raccontò che questa fu l'unica volta nella quale fu testimone di una lite così furibonda nella dirigenza del Partito. Inoltre, Vorošilov venne biasimato anche per l'iniziale insuccesso della guerra in Finlandia e, poco tempo dopo, venne sostituito da Semën Timošenko alla carica di Commissario della Difesa. A causa dei suoi fallimenti in campo militare, Vorošilov venne trasferito ad occuparsi del settore culturale.
Inizialmente, Vorošilov credette che le migliaia di ufficiali polacchi catturati nel settembre 1939 sarebbero stati rilasciati, ma successivamente egli firmò l'ordine di esecuzione di quello che sarebbe passato alla storia come il massacro di Katyn' del 1940.

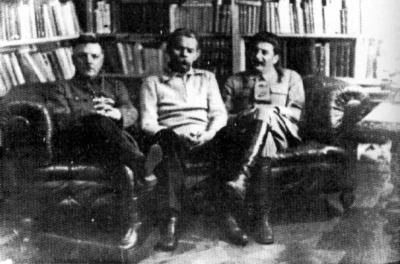
Vorošilov, Gor'kij, Stalin (da sinistra a destra) nel 1931

A seguito dell'invasione dell'Unione Sovietica da parte della Germania nazista nel giugno 1941, Vorošilov divenne comandante del fronte settentrionale (luglio-agosto 1941). Nel settembre 1941, fu messo al comando del fronte di Leningrado. Lavorando insieme a Andrej Aleksandrovič Ždanov, mentre le truppe tedesche cercavano di accerchiare la città per tagliarla fuori dal resto dell'Unione Sovietica, Vorošilov dimostrò di possedere una considerevole dose di coraggio nel difendere la città dalle superiori forze germaniche; si narra che guidò personalmente il contrattacco ai nazisti alla testa delle sue truppe armato solo di una pistola. Tuttavia, la strategia del contrattacco era stata abbandonata come antiquata dagli strateghi militari moderni e venne biasimata da molti dei suoi colleghi; in quanto egli fallì nel tentativo di impedire ai nazisti di circondare la città, e fu quindi rimosso dall'incarico e sostituito al comando da Georgij Žukov l'8 settembre 1941. Stalin aveva comunque bisogno politico di dirigenti a lui fedeli in tempo di guerra, e quindi Vorošilov rimase una figura di una certa importanza al governo.
Nel periodo 1945-1947 Vorošilov supervisionò la stabilizzazione del regime comunista filo-sovietico nell'Ungheria del dopoguerra. Nel 1952, divenne membro del Presidium della Commissione Centrale del Partito Comunista Sovietico. La morte di Stalin occorsa il 5 marzo 1953 provocò stravolgimenti ai vertici dell'Unione Sovietica. Il 15 marzo 1953, Vorošilov fu eletto presidente del Praesidium. Nikita Chruščёv divenne segretario generale del PCUS, mentre Malenkov divenne premier dell'Unione Sovietica.
Una delle responsabilità di Vorošilov in qualità di presidente del Presidium era quella di supervisionare l'esame in appello dei condannati a morte sovietici. L'analisi di Jeffrey S. Hardy e Yana Skorobogatov descrive così il suo ruolo:
"Il presidente Vorošilov presiedeva le riunioni e aveva chiaramente la voce più influente, ma le votazioni per parti separate non erano rare e Vorošilov era a volte messo in minoranza... Durante tutto il suo mandato di presidente del Presidio, si è comportato come una persona che credeva che si dovesse seguire la procedura stabilita e non agire troppo rapidamente in questioni di vita o di morte".
Hardy e Skorobogatov indicano che Vorošilov esercitò spesso la sua influenza sulla commissione verso la clemenza, specialmente nel caso di coloro che avevano espresso pentimento nei loro documenti di appello e di coloro che erano stati condannati per crimini passionali o sotto l'influenza dell'alcol; giudicò più duramente coloro che erano stati condannati per crimini politici o per atti con motivazioni finanziarie. Durante il suo mandato, molti condannati a morte si sono visti commutare la pena in pene detentive più o meno lunghe. Gli autori dello studio osservano che il suo successore, Brezhnev, adottò una linea sensibilmente più dura nei casi di appello.
Tuttavia, il contrasto tra l'atteggiamento relativamente magnanimo di Vorošilov nei confronti dei casi di grazia negli anni cinquanta e la sua ben documentata partecipazione alle purghe mortali degli anni trenta (come descritto in precedenza) fu notato anche all'epoca da Chruščëv, che gli chiese: "Allora, quando hai agito secondo coscienza, allora o adesso?".

### Ritiro e morte
Quando Chruščёv rimosse dal Partito gran parte dei vecchi stalinisti come Molotov e Malenkov, anche la carriera di Vorošilov iniziò il suo declino. Il 7 maggio 1960, il Soviet Supremo dell'Unione Sovietica accolse le sue richieste di dimissioni eleggendo al suo posto Leonid Brežnev come nuovo presidente del Presidium del Consiglio Supremo. Il 16 luglio la Commissione centrale lo sollevò inoltre da tutti gli incarichi all'interno del Partito. Nell'ottobre 1961, infine, la sua sconfitta politica divenne completa quando, nel corso del XXII Congresso del PCUS, Vorošilov fu escluso dall'elezione del Comitato centrale.
A seguito della rimozione di Chruščёv dal potere, Brežnev riportò Vorošilov in attività come "nome di prestigio" del governo. Egli venne nuovamente eletto al Comitato centrale nel 1966, e nel 1968 gli fu assegnata una seconda medaglia come Eroe dell'Unione Sovietica. Morì nel 1969 a Mosca e venne sepolto nella necropoli del Cremlino.